# Hubert Robert

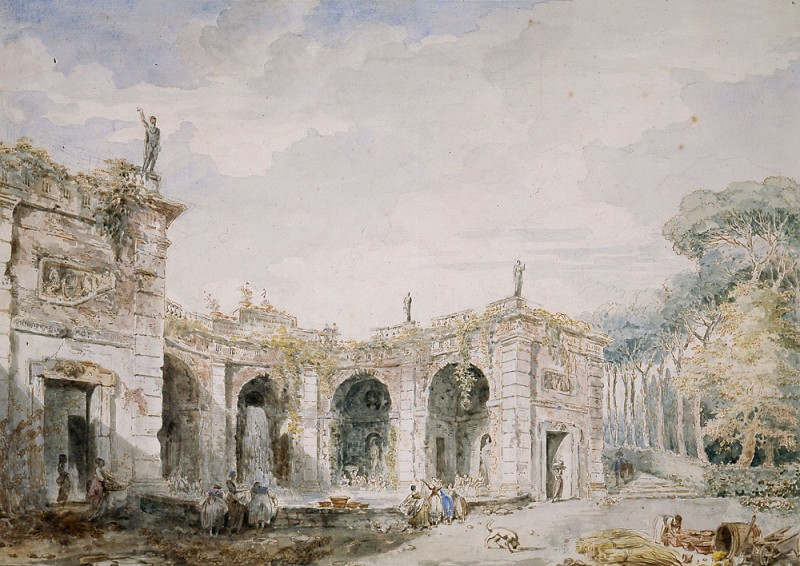
Willa Aldobrandini we Frascati (1762), Muzeum Książąt Czartoryskich

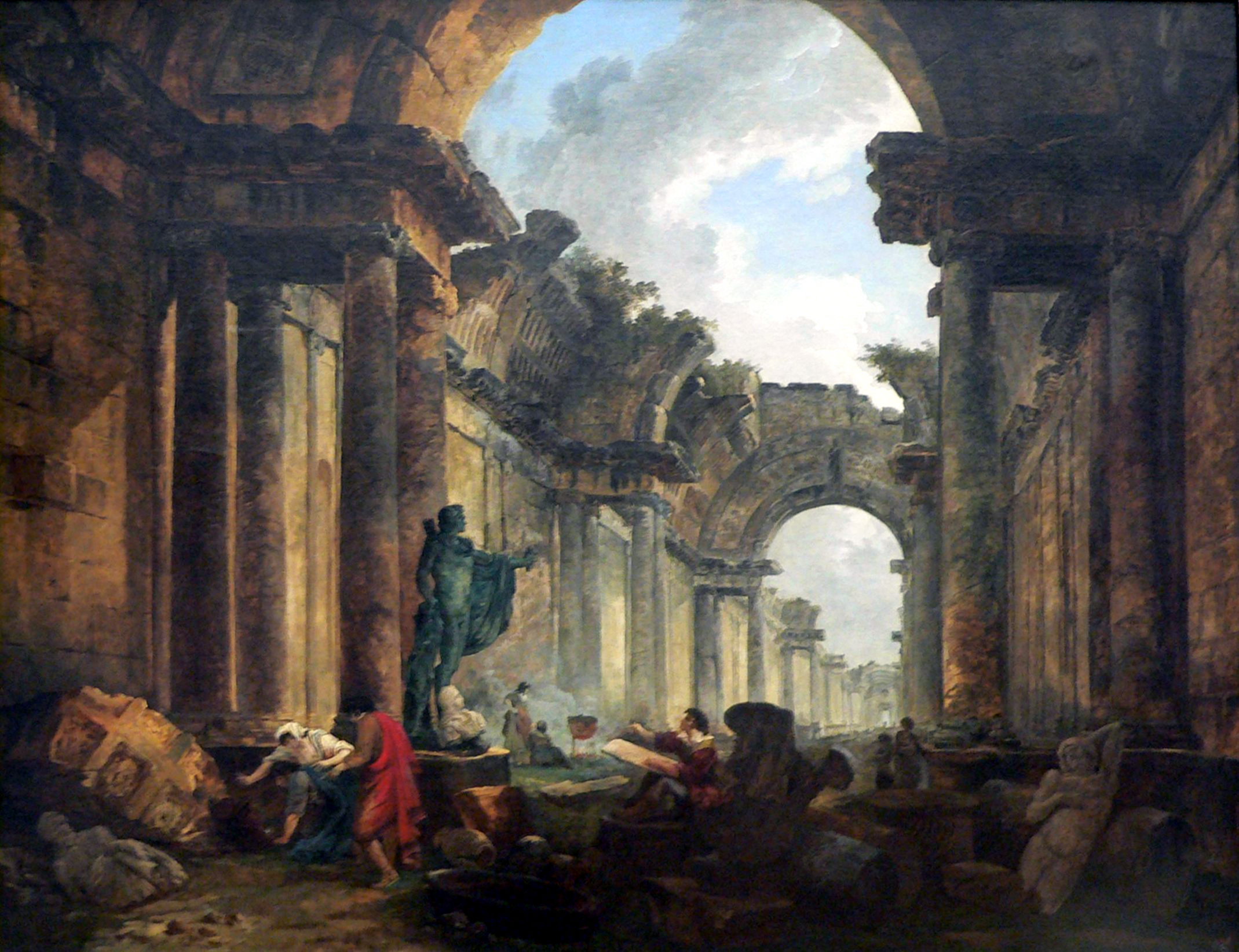
Widok Wielkiej Galerii Luwru w ruinie (1796), Luwr

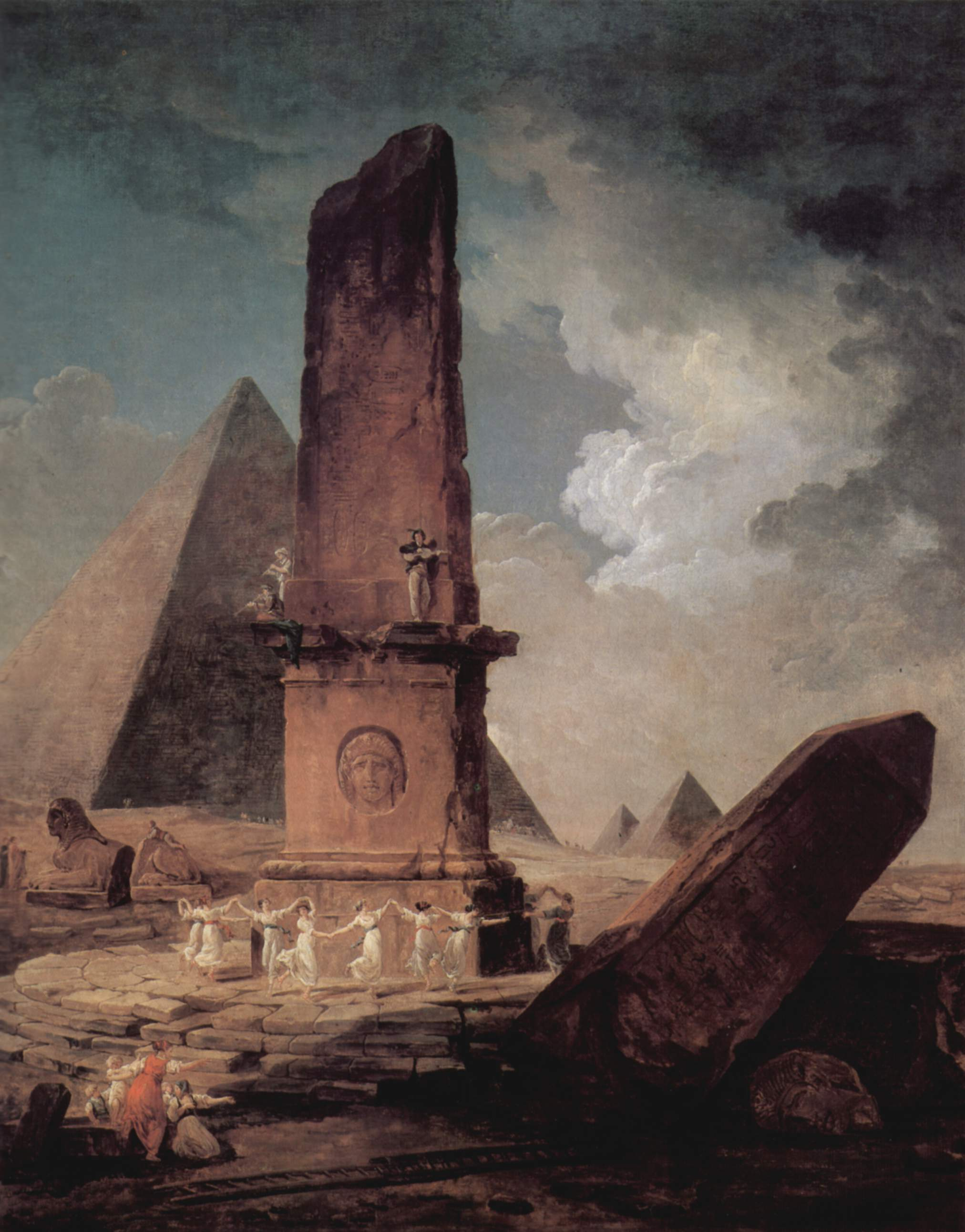
Ruiny antyczne (1798), Musée des Beaux-Arts de Montréal

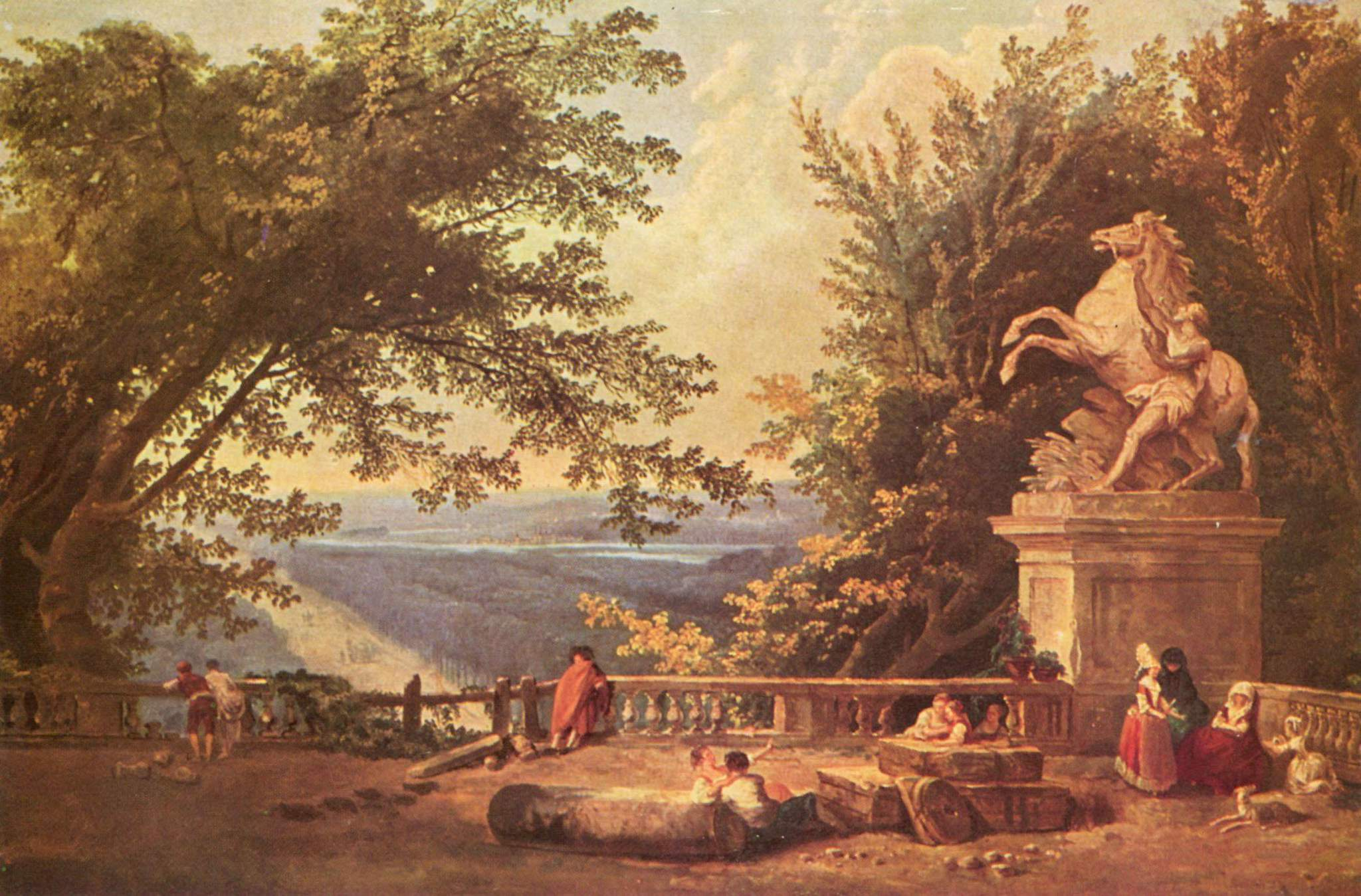
Taras pałacu w Marly, poł. XVIII w., Ermitaż

Hubert Robert zwany Robertem od Ruin (ur. 22 maja 1733 w Paryżu, zm. 15 kwietnia 1808 tamże) – francuski malarz rokokowy.
Kształcił się w Rzymie. W 1766 został członkiem Królewskiej Akademii Malarstwa i Rzeźby w Paryżu. Był projektantem ogrodów królewskich. Malował widoki architektoniczne: ruiny starożytnych budowli we Włoszech i południowej Francji, w dużym formacie, przeważnie przeznaczone do dekorowania ścian pałacowych (20 w Luwrze), obrazy przedstawiające sceny antyczne, parkowe i rodzajowe.
Jego twórczość wywodziła się z tradycji rokoka i łączyła tendencje klasyczne i preromantyczne.

## Wybrane dzieła
- Burzenie domów na moście Notre-Dame (1786), 73 x 140 cm, Luwr, Paryż
- Capriccio z ruinami (ok. 1786), 41 x 31 cm, Akademie der Bildenden Kuenste, Wiedeń
- Chłopska kuchnia w ruinach (ok. 1767), 60 × 75 cm, Muzeum Narodowe w Warszawie
- Kaskady Tivoli (1768), 76 x 92 cm, Musée des Beaux-Arts, Pau
- Krajobraz architektoniczny z kanałem (1783), 129 x 182,5 cm, Ermitaż, Sankt Petersburg
- Krajobraz z obeliskiem (1802), 311 x 146 cm, Ermitaż, Sankt Petersburg
- Krajobraz z ruinami (1802), 311 x 147 cm, Ermitaż, Sankt Petersburg
- Łuk triumfalny i teatr w Orange (ok. 1786), akwarela, 242 x 242 cm, Luwr, Paryż
- Łuk Tytusa w Rzymie (akwarela) Muzeum Książąt Czartoryskich, Kraków
- Maison Carrée, areny i wieża Magne w Nîmes (ok. 1786), 242 x 242 cm, Luwr, Paryż
- Pomnik Jeana-Jacques'a Rousseau w Tuileries (1794), 65 x 80,5 cm, Musée Carnavalet, Paryż
- Pont du Gard (ok. 1786), 242 x 242 cm, Luwr, Paryż
- Pożar (1787), 81 x 65 cm, Ermitaż, Sankt Petersburg
- Pożar Opery w Palais-Royal (1781), 171 x 126 cm, Luwr, Paryż
- Pożar Rzymu (b. d.), 76 x 93 cm, Musee des Beaux-Arts, Hawr
- Przejażdżka łodzią (1774), szkic, 28,9 × 36,5 cm, Muzeum Narodowe w Warszawie
- Ruiny antyczne (1798), Musée des Beaux-Arts de Montréal
- Ruiny łuku triumfalnego. Grający w karty (1779), 72 x 59 cm, Luwr, Paryż
- Ruiny świątyni doryckiej (1783), 129 x 182,5 cm, Ermitaż, Sankt Petersburg
- Ruiny w Nîmes (1783-89), 117 x 174 cm, Gemaldegalerie, Berlin
- Rysownik antyków przed Wielką Galerią Luwru (1781), 47 x 58 cm, Luwr, Paryż
- Stodoła (1760), 69 x 59 cm, Luwr, Paryż
- Taras pałacu w Marly (poł. XVIII w.), 59 × 87 cm, Ermitaż, Sankt Petersburg
- Taras willi włoskiej (ok. 1765), akwarela, 35,5 × 29 cm, Muzeum Narodowe w Warszawie
- Widok parku, wodotrysk (1783), 168 x 59,5 cm, Luwr, Paryż
- Widok Wielkiej Galerii Luwru w ruinie (1796), 114,5 x 146 cm, Luwr, Paryż
- Wielka Galeria Luwru pomiędzy 1801 a 1805 (ok. 1805), 37 x 46 cm, Luwr, Paryż
- Wnętrze Koloseum (1759), 24,5 x 32 cm, Luwr, Paryż
- Wnętrze świątyni Diany w Nîmes (ok. 1786), 242 x 242 cm, Luwr, Paryż
- Villa Aldobrandini (1762), 35 × 49,4 cm, Muzeum Książąt Czartoryskich, Kraków